# Suspicion (cançó)
«Suspicion» és el trenta-vuitè senzill de la banda estatunidenca R.E.M., el quart i darrer extret de l'àlbum Up, el 29 de juny de 1999 per Warner Bros. Records.
Aquest senzill va ser l'únic de l'àlbum que no va entrar en la llista estatunidenca de senzills. Van enregistrar una versió en directe als Toast Studios de San Francisco l'any 1998 que va ser publicada com a cara-B de «Lotus», segon senzill de l'àlbum, de manera que aquesta versió va veure la llum abans que la versió original.

## Llista de cançons
| 1. | «Suspicion» (versió àlbum)  |  |
| 2. | «Electrolite» (directe)     |  |
| 3. | «Man on the Moon» (directe) |  |

| 1. | «Suspicion» (directe a Ealing Studios) |  |
| 2. | «Perfect Circle» (directe)             |  |

- Les cançons en directe van ser enregistrades al programa de televisió Later with Jools Holland.